# Yuzo Tamura
Yuzo Tamura (født 7. december 1982) er en tidligere japansk fodboldspiller.
Han har spillet for flere forskellige klubber i sin karriere, herunder Shonan Bellmare.